# H軍集団

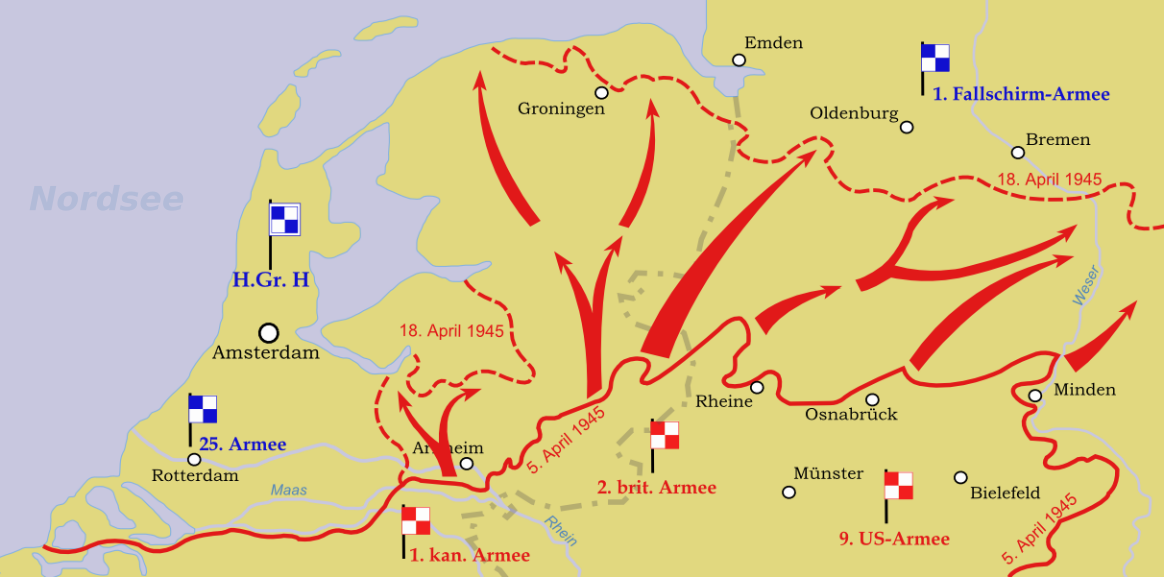
オランダ方面での連合国軍の侵攻

H軍集団（ドイツ語: Heeresgruppe H）は第二次大戦中のドイツ国防軍の編成。Hの文字はオランダ (Holland) のHとされる。
H軍集団は1944年の11月11日にオランダで編成され、第1降下猟兵軍と第15軍を含んでおり、オランダに12師団の守備隊を配置していた。オランダやドイツのデュースブルクからメンヒェングラートバッハなどのノルトライン＝ヴェストファーレンで戦闘を行った。 
1945年1月には第15軍がB軍集団に移動され、これに変えて第25軍が配備された。
1945年3月21日、軍団はエルンスト・ブッシュの麾下の北西総軍司令部となった。連合軍のヴァーシティー作戦（ライン川渡河作戦）により後退し、1945年5月4日に北西総軍司令部はリューネブルガーハイデでバーナード・モントゴメリーに降伏した。

## 司令官
| 階級     | 氏名                       | 着任日        | 退任日        |
| -------- | -------------------------- | ------------- | ------------- |
| 上級大将 | クルト・シュトゥデント     | 1944年11月1日 | 1945年1月28日 |
| 上級大将 | ヨハネス・ブラスコヴィッツ | 1945年1月28日 | 1945年4月15日 |
| 元帥     | エルンスト・ブッシュ       | 1945年4月15日 | 1945年5月7日  |